# Will Harris
William Harris (né le 28 août 1984 à Houston, Texas, États-Unis) est un lanceur de relève droitier des Ligues majeures de baseball jouant avec les Nationals de Washington.

## Carrière
Joueur évoluant pour les Tigers de l'Université d'État de Louisiane, Will Harris est un choix de neuvième ronde des Rockies du Colorado en 2006. Son parcours en ligues mineures est interrompu par une opération de type Tommy John au coude droit en 2009 qui lui fait perdre toute la saison 2010.
Deux semaines avant son 28e anniversaire de naissance, Harris fait ses débuts dans le baseball majeur avec Colorado comme lanceur de relève. Il effectue 20 présences au monticule, remporte une victoire contre une défaite et enregistre 19 retraits sur des prises, mais sa moyenne de points mérités s'élève à 8,15 en 17 manches et deux tiers lancées pour les Rockies en 2012.
Le 3 avril 2013, il est réclamé au ballottage par les Athletics d'Oakland. Le 6 avril suivant, le ballottage l'envoie chez les Diamondbacks de l'Arizona. Il lance 61 fois en relève pour les Diamonbacks en 2013 et s'avère très efficace avec une moyenne de points mérités de 2,91 et 53 retraits sur des prises en 52 manches et deux tiers lancées, avec 4 victoires et une seule défaite. En 2014, il lance 29 manches en 29 matchs des Diamondbacks, encaisse 3 défaites et maintient une moyenne de points mérités de 4,34.
Le 2 novembre 2014, Harris est réclamé au ballottage par les Astros de Houston.